# Георги Гиев
Георги Йозов Гиев е мирски свещеник, учител и дългогодишен директор на първоначалното католическо училище „Свети Андрей“ в Пловдив.

## Биография
Роден на 29 юли 1878 г. в село Балтаджии (днес кв. „Секирово“ на град Раковски). На 1 октомври 1889 г. започва обучението си в Католическата семинария в Пловдив, която завършва с отличие. На 2 ноември 1901 г. е ръкоположен за мирски свещеник като на ръкополагането му присъства лично цар Фердинанд. Още същата година е назначен за преподавател и подперфект (заместник-ректор) на семинарията в Пловдив. Там преподава 6 години, като прокарва реформи в обучението в семинарията, управлява църковния хор в катедралата и отговаря за обучение по вероизповедание в мъжкото и девическото католическо училище.
Дълги години е директор на „Третия ред на Св. Франциск от Асизи“. През 1907 г. е назначен за учител, а от 1912 г. и за директор на началното училище „Свети Андрей“, където работи до 1932 г. През 1921 г. е избран за представител на мирските свещеници на конгреса на Комитета „Добър печат“. Петнадесет години редактира и издава календарчето „Свети Андрей“. През 1911 г. издава учебника „Малък катехизис или християнска наука“. Под негово ръководство са издадени учебниците по вероучение за началните училища, които са одобрени от Министерството на просветата. Прави списък от над 200 публикации на Католическата църква в България по мисии – на Софийско-пловдивската епархия, на Никополската епархия, на Източна епархия и на свещениците възкресенци в Одрин. Събира и публикува в календара „Св. Кирил и Методий“ биографиите на над 230 мисионери, работили в Софийско-пловдивската епархия от покръстване на павликяните до 30 години на XX в. Също публикува пътните бележки „От Пловдив до Рим“. След смъртта на свещ. Иван Спасов е епархиен съветник на епископ Пеев, а по-късно и помощник викарий при епископ Романов. 
През 1941 г. по случай 40-годишнината на свещеничество му цар Борис III го награждава с кавалерски кръст на ордена „Св. Александър“. В католическия календар „Св. Кирил и Методи“ от 1947 г. е публикувана неговата статия „Имената на нашите села“ – за наименованията на католическите села в Пловдивско.